# روبي ليفكوفيتش
روبي ليفكوفيتش (بالعبرية: רובי לבקוביץ'‏) (31 أغسطس 1988 برمات غان في إسرائيل - ) هو لاعب كرة قدم إسرائيلي في مركز حراسة المرمى. شارك مع منتخب إسرائيل تحت 21 سنة لكرة القدم. أما مع النوادي، فقد لعب مع مكابي نتانيا ونادي هبوعيل بئر السبع وHapoel Nir Ramat HaSharon F.C. ‏ وBeitar Tel Aviv Bat Yam F.C. ‏ وHapoel Bnei Lod F.C. ‏ ومكابي بتاح تكفا.

## وصلات خارجية
- روبي ليفكوفيتش على موقع قاعدة بيانات كرة القدم.إي يو (الإنجليزية)
- روبي ليفكوفيتش على موقع Soccerway.com (الإنجليزية)